# 아르간다 델 레이역
아르간다 델 레이 역(스페인어: Arganda del Rey)은 마드리드 지하철 9호선의 시종착역이다. 마드리드 지방 아르간다델레이 도심에 위치해 있다. 요금구역 상으로는 B3구역에 속한다.

## 역사
1999년 4월 7일 9호선이 이곳까지 연장되면서 문을 열었다.  TFM 사의 영업시간 제한에 따라 나머지 지하철역보다 영업을 일찍 종료한다.
2018년 8월 4일부터 9월 1일까지 공사 문제로 영업을 일시 중단한다.

## 환승 정보
역 주변에 버스 정류장이 한 곳 있다.
버스
- 아르간다델레이 시내버스
  - 1, 2, 4번 노선 (주간)
- 시외버스
  - 285, 312, 312A, 313, 320, 321, 322, 326, 350A, 350B, 350C, 351, 352, 353번 노선 (주간)
  - N303번 노선 (야간)

지하철과 세르카니아스
| 마드리드 지하철          | 마드리드 지하철       | 마드리드 지하철 |
| ------------------------ | --------------------- | --------------- |
| 라 포베다 파코 데 루시아 | 마드리드 지하철 9호선 | 시·종착역       |